# Baschet la Universiada de vară din 1981
Probele sportive de baschet la Universiada de vară din 1981 s-au desfășurat în perioada 20 iulie - 29 iulie 1981 la București, România. Meciurile s-au disputat la Sala Giulești, Sala Politehnica, Sala Construcția și Sala Progresul.

## Clasament

### Masculin
| 1  | Statele Unite ale Americii |
| 2  | Uniunea Sovietică          |
| 3  | Iugoslavia                 |
| 4  | România                    |
| 5  | Canada                     |
| 6  | Cuba                       |
| 7  | Mexic                      |
| 8  | Brazilia                   |
| 9  | Finlanda                   |
| 10 | Coreea de Sud              |
| 11 | Turcia                     |
| 12 | China                      |
| 13 | Polonia                    |
| 14 | Regatul Unit               |
| 15 | Coasta de Fildeș           |
| 16 | Japonia                    |
| 17 | Țările de Jos              |
| 18 | Grecia                     |
| 19 | Egipt                      |
| 20 | Belgia                     |
| 21 | Republica Democrată Congo  |
| 22 | Libia                      |
| 23 | Somalia                    |
| 24 | Senegal                    |
| 25 | Nigeria                    |
| 26 | Irak                       |
| 27 | Liban                      |
| 28 | Iordania                   |
| 29 | Sudan                      |

### Feminin
| 1  | Uniunea Sovietică          |
| 2  | Statele Unite ale Americii |
| 3  | România                    |
| 4  | China                      |
| 5  | Ungaria                    |
| 6  | Canada                     |
| 7  | Cehoslovacia               |
| 8  | Iugoslavia                 |
| 9  | Cuba                       |
| 10 | Polonia                    |
| 11 | Franța                     |
| 12 | Finlanda                   |
| 13 | Bulgaria                   |
| 14 | Mexic                      |
| 15 | Spania                     |
| 16 | Senegal                    |
| 17 | Egipt                      |

## Medaliați
| Probă    | Aur | Argint | Bronz |
| Masculin | Statele Unite ale Americii John Bagley Kevin Boyle Howard Carter Mel Daniel Roy Hinson Jim Johnstone Sidney Lowe Kevin Magee John Pinone Fred Roberts Derek Smith Dale Solomon Antrenor: Tom Davis | Uniunea Sovietică Aleksandr Belostenni Nik'oloz Deriugini Heino Enden Ghennadi Kapustin Igor Korolev Sergėjus Jovaiša Serghei Popov Konstantin Șereveria Vladimir Tkacenko Valdis Valters                       | Iugoslavia Zufer Avdija Benacek Brodnic Aleksandar Petrović Poljak Popovic Zoran Radović Savovic Sunara Vrodnicia Vucevic Vucurevic Antrenor: Dušan Ivković |
| Feminin  | Uniunea Sovietică Olesia Barel Olga Barâșeva Olga Bureakina Elena Ceausova Vera Mitrofanova Liudmila Rogoșina Galina Savițkaia Olga Suharnova                                                      | Statele Unite ale Americii Denise Curry Anne Donovan Sheila Foster Corinne Gulas Lea Henry Trudi Lacey Carol Menken Mary Ostrowski LaTaunya Pollard Valerie Still Lisa VanGoor Valerie Walker Antrenor: Kay Yow | România · Rodica Armion · Alexandrina Bară · Mariana Bădinici · Doina Bălaș · Măndica Ciubăncan · Elena Filip · Constanța Fotescu · Magda Pall · Virginia Popa · Camelia Solovăstru · Magdalena Szekely · Maia Zidaru · Antrenori: · Traian Constantinescu · Gabriel Năstase |